# Kreševka
Kreševka (ili Kreševčica) je rijeka u Bosni i Hercegovini.
Rijeka Kreševka je nastala spajanjem Vranačkog i Kojsinskog potoka. Duga je oko 16 kilometara. U Lepenicu se ulijeva kod Kiseljaka. U uskoj dolini Kreševke razvio se gradić Kreševo.